# 루체른호
루체른호(독일어: Vierwaldstättersee, 프랑스어: Lac Des Quatre Cantons)는 스위스 중부에 있는 호수로 스위스에서 네번째로 큰 호수이다.
호반에서 가장 유명한 도시는 루체른주의 루체른이며, 대한민국과 영어권에는 루체른호로 알려져 있으나, 스위스 최초의 네 주(슈비츠주·운터발덴주·우리주·루체른주)와 접하고 있다 하여 독일어로는 원시(原始)4주의 호수라는 뜻의 피어발트슈테터호(독일어: Vierwaldstättersee)로 부른다. 오늘날 운터발덴주는 니트발덴주와 옵발덴주로 분리되어 호수는 다섯 주와 접하고 있다.
전체 호수의 총 면적은 114km2이고, 고도는 434m이며, 최대 깊이는 214m, 부피는 11.8km3이다. 해안선의 대부분은 호수 위로 1,500m 높이까지 가파르게 솟아올라 리기와 필라투스 산을 비롯한 그림 같은 풍경을 많이 볼 수 있다.
로이스강은 우리 호수(Urnersee)라고 불리는 부분에서 플뤼엘렌(Flüelen)의 호수로 들어가고 루체른에서 나간다. 호수는 또한 브루넨에서 무오타강, 부옥스(Buochs)에서 엥겔베르거 아(Engelberger Aa), 알프나흐슈타트에서 자르너 아강(Sarner Aa)을 받아들인다.
기차와 도로로 호수를 일주하는 것도 가능하지만, 철도 노선은 아트-골다우역을 통해 리기산의 북쪽에서도 호수를 일주한다. 1980년부터 A2 고속도로는 플뤼엘렌의 호수 시작 부분 바로 남쪽에 있는 우리주의 알트도르프에서 단 30분 만에 고트하르트 고개 경로에 도달하기 위해 제리스베르크 터널을 통해 이어진다.
증기선과 기타 여객선이 호수의 여러 마을과 마을 사이를 오간다. 내국인과 외국인 모두 에게 인기 있는 관광지이며, 해안을 따라 많은 호텔과 리조트가 있다. 또한, 스위스 연방 창립의 전통적 장소인 뤼틀리 초원이 우리 호수 호숫가에 있다. 1991년 건국 700주년을 기념하기 위해 우리 호수 주변에 35km의 기념산책로인 스위스길(Swiss Path)이 건설되었다.
2019년부터 2021년까지 호수 바닥(파이프라인 건설 중)을 조사한 고고학자들은 기원전 1000년 경의 유물이 있는 청동기 시대 마을의 유적을 발견했다. 이후, 이 새로운 발견은 이 지역이 사학자들이 이전에 생각했던 것보다 2,000년 더 일찍 정착했음을 나타내고 있다.
|  |
|  |

## 수상교통

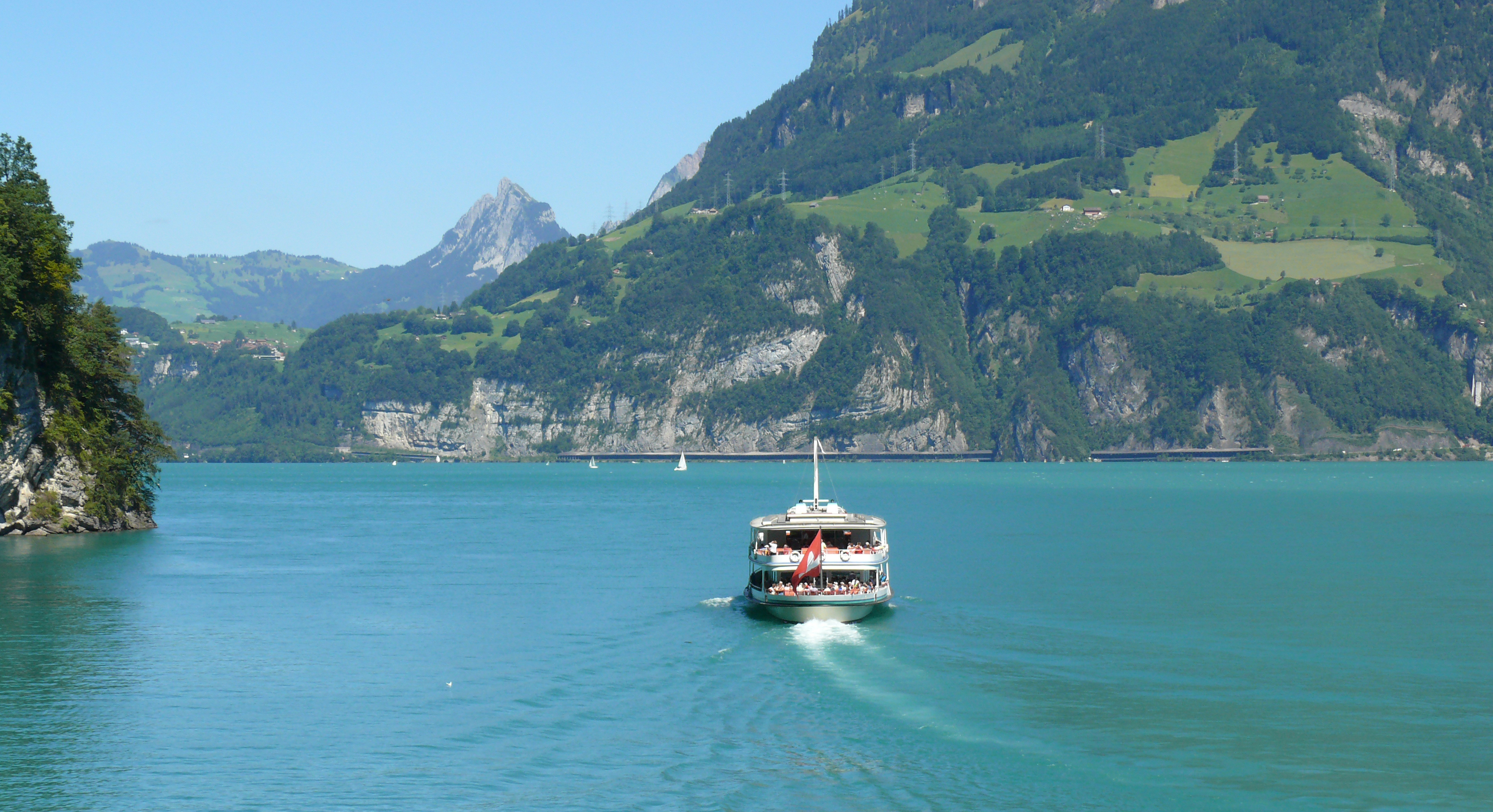
악센스트라세의 풍경이 있는 우르너 호수의 여객선

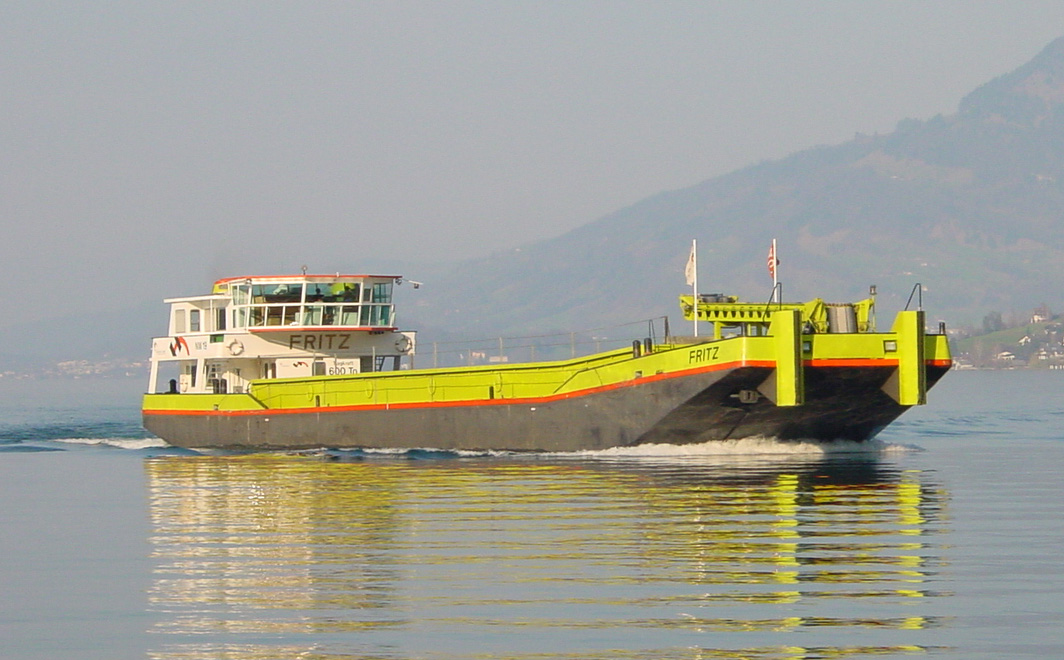
호수에서 이용되는나우엔 (바지선)

이 호수는 항해가 가능하며, 수세기 동안, 그리고 적어도 1230년 고트하르트 고개를 가로지르는 첫 번째 트랙이 개통된 이래로 스위스 교통 시스템의 중요한 부분을 형성했다. 이 도로는 호수의 가장 동쪽 끝에 있는 플뤼엘렌에 북쪽 종점이 있었고, 호수는 루체른을 따라서 북부 스위스와 그 너머의 도시들에 대한 유일한 실용적인 연결고리를 제공했다.
스위스의 도로와 철도망의 개발로 인해 호수의 교통량이 상당 부분 해소되었지만, 민간과 공공 분야 모두 계속해서 많은 수의 선박이 이 호수를 사용하고 있다. 이 용도의 대부분은 관광 또는 레저 지향적이지만, 호수는 계속해서 소규모 호반 커뮤니티 사이에 실용적인 대중교통과 화물 운송 연결을 제공해 왔다.
루체른호 해운(SGV)의 여객선은 유서 깊은 외륜선이 운행하는 많은 선박을 포함하여 호수에서 서비스를 제공한다. SGV는 호수 기슭을 따라 32곳을 운행하며, 다양한 지점에서 본선과 산악 철도로 환승한다. 별도의 관리 하에 있는 베켄리트-거자우 자동차페리는 호수 남쪽 제방에 있는 베켄리트와 북쪽에 있는 게르자우 사이에 자동차 페리 서비스를 제공한다.
나우엔으로 알려진 지역 설계에 따른 화물 바지선도 여전히 호수에서 사용된다. 일부는 파티 보트로 사용하기 위해 개조되기도 했다. 다른 바지선은 호수에서 운영되는 자갈 준설 산업에서 사용되며, 건설 산업 분야에 사용할 모래와 자갈을 얻기 위해 대형 준설선을 사용한다.

## 관광
남쪽으로 가는 길에 영국인들은 스위스 중부의 산을 발견했다. 베기스 또는 게르자우와 같은 여러 스파와 목욕 리조트가 만들어졌다. 1871년에는 유럽 최초의 랙 철도인 피츠나우-리기 철도가 개통되었다. 1889년에는 알프나흐슈타트에서 필라투스까지 세계에서 가장 가파른 톱니바퀴 철도가 건설되었다. 마크 트웨인은 리기산으로 등반을 설명했는데, 이는 19세기에 미국에서 스위스 관광이 꽃피게 된 계기가 되었다. 유럽에서 가장 큰 증기선 선사 중 하나가 루체른 호수에서 5척의 증기선으로 운영된다.
호수 주변 지역과 중간 높이의 테라스(예: 모르샤흐 및 제리스베르크)에는 관광객을 위한 수많은 장소가 있다. 리기, 필라투스, 뷔르겐슈토크, 슈탄저호른, 부흐저호른, 그리고 두 전설인 우리로트슈토크와 프론알프슈토크는 루체른 호수 근처의 매력적인 파노라마 산이다. 대부분은 산악 철도로 갈 수 있으며, 그중 일부는 호수의 보트 정류장 근처에 계곡 역이 있다.
호수에는 뤼틀리, 텔슈틀라테, 텔 샤펠, 슈탄슈타트의 조각탑, 신합스부르크, 쉴러슈타인, 트하이브, 아스트리트 예배당(퀴스나흐트) 및 메겐호른성과 같은 스위스 문화 및 관광 역사에서 중요한 위치가 많이 있다.

### 수상스포츠
물과 바람 조건으로 인해 일부 별도의 지역에서 다른 스포츠가 가능하다. 호수는 보트 및 요트 항구에서 호수 리조트 및 수영장(예: 아놀드 베르커에 의해 1929년에 지어진 루체른의 야외수영장)에 접근할 수 있다. 따라서 호수는 양쪽 기슭에서 쉽게 접근할 수 있다. 루체른 호수 클럽이 1881년에 설립되어 현재는 스위스 최대의 조정 클럽이 되었으며, 1904년에는 로이스 루체른 조정 클럽이 설립되었다. 루체른 요트 클럽은 1941년부터 존재해 왔으며, 1966년부터 루체른의 처칠 부두에 있는 보트하우스와 부지를 가지고 있다.
브루넨 수상 스포츠 클럽은 1958년에 설립되었으며, 국제 모터보트 경주와 수상 스키 선수권 대회의 첫 해에 루체른 호수에서 개최되었다. 1965년에 협회는 클럽의 새 이름을 루체른 호수 수상 스포츠 클럽으로 선택했다. 중부 스위스 모터보트 클럽은 1980년에 설립되었으며, 헤르기스빌 수상 스포츠 클럽은 1986년에 설립되었다. 슈바이츠모빌은 브루넨과 게르자우 사이의 루체른 호수를 가로지르는 카누 투어를 만들었다. 로이스 계곡의 바람으로 인해 플뤼엘렌의 그루온바흐슈트란트 캠프장과 이슬레텐 사이의 우리 호수 남쪽은 윈드서핑의 중심지이다.

### 다이빙
루체른 호수에는 보트 없이 다이빙할 수 있는 곳이 약 10곳 있다. 물은 일년내내 다소 쌀쌀하여 대부분 매우 맑다. 시시콘의 우리 호수에서 쉬프르네크 터널의 북쪽 입구에 있는 파편화된 가파른 수직 벽으로 잠수할 수 있다. 레디브라크 브루노는 15m 깊이의 브루넨 앞에 있다. 다른 유명한 다이빙 장소는 피츠나우, 베기스, 게르자우 및 헤르기스빌 앞에 있다.